# Новосёлова Гора
Новосёлова Гора — деревня в Ленском районе Архангельской области. Входит в состав Сойгинского сельского поселения.

## География
Находится в юго-восточной части Архангельской области на расстоянии приблизительно 104 км на юго-запад по прямой от административного центра района села Яренск на правобережье Вычегды.

## История
В 1859 году здесь (деревня Сольвычегодского уезда Вологодской губернии) было учтено 14 дворов.

## Население
Численность населения: 77 человек (1859 год), 4 в 2002 году, 0 в 2010.